# Teleki (település)
Teleki község Somogy vármegyében, a Siófoki járásban.

## Fekvése
Somogy vármegye északi részén, a Külső-Somogyi-dombság területén, a Balatontól (Balatonszárszótól) mintegy 8 kilométerre délre található. Közigazgatási területén ugyan áthalad a Balatonszárszó-Kötcse közti 65 102-es út, de központja tekintetében zsáktelepülésnek számít, mert csak az előbbi útból nyugatnak kiágazó, 2,1 kilométer hosszú 65 126-os úton érhető el. A szomszédos települések: Szólád, Kötcse, Nagycsepely és Rádpuszta.
A település szőlőtermő területei a Balatonboglári borvidék részét képezik.

## Története
Neve a telek főnév –i képzős származéka. A szó régen földművelésre, növénytermesztésre alkalmas területet is jelentett.
Első említése 1211-ből való, amelyben a Tihanyi apátság birtokai közt szerepel, akkori írásmód szerint Villa Theluky. IV. Béla az esztergomi johannitáknak adta, majd a Nyulak-szigetén (Margit-szigeten) élő apácák birtokai közé tartozott. A törökökig ismét a Tihanyi Apátságé. A török időkben a lakosság száma nagyon megfogyatkozott.
A települést írott forrás először 1268-ban említi. A török hódoltság idején valószínűleg elnéptelenedett. A 18. században horvát telepesekkel népesítették be, akik bár nyelvüket elhagyták, máig őrzik hagyományaikat, szokásaikat.

## Közélete

### Polgármesterei
- 1990–1994: Rábai Andrea (független)[5]
- 1994–1998: Jakab Lajos (független)[6]
- 1998–2002: Jakab Lajosné (független)[7]
- 2002–2006: Jakab Lajosné (független)[8]
- 2006–2010: Hári László István (független)[9]
- 2010–2014: Hári László István (független)[10]
- 2014–2019: Hári László István (független)[11]
- 2019–2024: Hári László (független)[12]
- 2024– : Hári László István (független)[1]

## Népesség
A település népességének változása:
| Lakosok száma | 209  | 219  | 209  | 216  | 206  | 202  | 192  |
|               | 2013 | 2014 | 2015 | 2021 | 2022 | 2023 | 2024 |

A 2011-es népszámlálás során a lakosok 68,7%-a magyarnak, 16,7% cigánynak, 5,6% németnek mondta magát (26,8% nem nyilatkozott; a kettős identitások miatt a végösszeg nagyobb lehet 100%-nál). A vallási megoszlás a következő volt: római katolikus 43,9%, református 15,2%, evangélikus 3%, felekezeten kívüli 6,6% (31,3% nem nyilatkozott).
2022-ben a lakosság 86,4%-a vallotta magát magyarnak, 24,8% cigánynak, 4,9% németnek, 0,5% szlovénnek, 0,5% szerbnek, 1,5% egyéb, nem hazai nemzetiségűnek (10,2% nem nyilatkozott; a kettős identitások miatt a végösszeg nagyobb lehet 100%-nál). Vallásuk szerint 50,5% volt római katolikus, 12,6% református, 1,5% evangélikus, 1,5% egyéb keresztény, 10,2% felekezeten kívüli (23,8% nem válaszolt).

## Nevezetességei
- Műemlék katolikus temploma, amely a temető területén áll, a falu és a térség egyik leghíresebb műemléke, az Árpád-kori templom. A szentély eredeti Román kori, a hajó 18. századi újjáépítés, a sekrestyének csak az alapfalai léteznek.
- Református templom
- Helytörténeti múzeum